# Reina Hispanoamericana 2017
Reina Hispanoamericana 2017 fue la 27.ª edición de Reina Hispanoamericana correspondiente al año 2017 se llevó a cabo el 4 de noviembre de 2017 en la ciudad de Santa Cruz de la Sierra, Bolivia en donde 27 candidatas de diferentes países y territorios autónomos compitieron por el título y la corona internacional. Al final del evento la Reina Hispanoamericana 2016 Maria Camila Soleibe de Colombia, coronó a su sucesora Teresita Marquez de Filipinas como Reina Hispanoamericana 2017.
Por primera vez en la historia Australia y Filipinas países de habla no hispana compiten en el concurso, además de que Filipinas logra el título por primera vez para su país.
El evento fue transmitido en vivo por la cadena de televisión boliviana Red Uno y a través de internet para toda Hispanoamérica y el resto del mundo.

## Resultado final
| Posición                       | País        | Candidata              |
| Reina Hispanoamericana 2017    | - Filipinas | - Teresita Márquez Δ   |
| Virreina Hispanoamericana 2017 | - Curazao   | - Akisha Albert        |
| Primera Finalista              | - Brasil    | - Laís Wernner         |
| Segunda Finalista              | - Venezuela | - Victoria D'Ambrosio  |
| Tercera Finalista              | - México    | - Karla Berumen        |
| Cuarta Finalista               | - Bolivia   | - Katherine Añazgo     |
| Quinta Finalista               | - Cuba      | - Gladys Carredeguas   |
| Sexta Finalista                | - Paraguay  | - Daisy Bazuka Lezcano |
| Séptima Finalista              | - Chile     | - Valentina Schnitzer  |
| Octava Finalista               | - Perú      | - Lorena Larriviere    |

- Δ Votada por el público vía internet.

Order of Announcements
TOP 10
1. Filipinas
2. Curazao
3. Brasil
4. Chile
5. Cuba
6. Venezuela
7. México
8. Perú
9. Bolivia
10. Paraguay

## Relevancia histórica
- Filipinas gana por primera vez la corona del certamen.
- Curazao obtiene la posición más alta desde el año 2011 cuando ganó la corona.
- Brasil,Venezuela,México,Paraguay y Peru Repiten clasificación a semifinales.
- Venezuela clasifica a finalista por sexto año consecutivo.
- México clasifica a finalista por quinto año consecutivo.
- Paraguayclasifica por tercer año consecutivo.
- Perú clasifica por segundo año consecutivo.
- Curazao clasificó por última vez en 2015.
- Bolivia clasificó por última vez en 2014.
- Chile clasificó por última vez en 2013.
- Cuba clasificó por última vez en 2012.
- Filipinas clasifica por primera vez y gana la corona del Reina Hispanoamericana.

## Gala de la belleza hispana
| Premio                   | País                   | Candidata             |
| Chica Amazonas           | - Perú                 | - Lorena Larriviere   |
| Chica Ipanema            | - Filipinas            | - Teresita Marquez    |
| Mejor Cabellera Cava     | - El Salvador          | - Gabriela Orellana   |
| Mejor Rostro Flormar     | - Uruguay              | - Magdalena Cohendet  |
| Mejor Sonrisa Orest      | - Puerto Rico          | - Kristina Vélez      |
| Mejor Traje Típico       | - Panamá               | - Carolina Castillo   |
| Miss Deporte Patra       | - Chile                | - Valentina Schnitzer |
| Mejor Modelo Piama       | - Curazao              | - Akisha Albert       |
| Miss Elegancia           | - Curazao              | - Akisha Albert       |
| Miss Personalidad Udabol | - República Dominicana | - Lowanny Rosario     |
| Miss Silueta Philips     | - Bolivia              | - Katherine Añazgo    |
| Miss Simpatía            | - Australia            | - Sara Salmeron       |

## Candidatas
27 candidatas compitieron en el certamen de Reina Hispanoamericana 2017:
(En la tabla se utiliza su nombre completo, los sobrenombres van entrecomillados y los apellidos utilizados como nombre artístico, entre paréntesis; fuera de ella se utilizan sus nombres «artísticos» o simplificados)
| País/Territorio      | Candidata                                        | Edad | Estatura | Ciudad de Oigen    |
| Argentina            | Denice Ayelen Gómez Véliz                        | 25   | 1.78     | Tucumán            |
| Australia            | Sara Esther Salmeron                             | 24   | 1.82     | Australia          |
| Bolivia              | Katherine Aysathu Añazgo Orozco                  | 21   | 1.72     | Tarija             |
| Brasil               | Maria Laís Wernner Berté                         | 25   | 1.80     | Manaus             |
| Canadá               | Camila González López                            | 20   | 1.75     | Cali               |
| Chile                | Valentina Schnitzer Lihn                         | 26   | 1.80     | Lo Barnechea       |
| Colombia             | Zeger Iguarán Issa                               | 25   | 1.72     | La Guajira         |
| Costa Rica           | Mónica Patricia Zamora Chavarría                 | 21   | 1.70     | San José CR        |
| Cuba                 | Gladys Carredeguas Mayor                         | 24   | 1.73     | La Habana          |
| Curazao              | Monica Akisha Albert Guzmán                      | 22   | 1.72     | Willemstad         |
| Ecuador              | Joanna Nicole Hidalgo Silva                      | 24   | 1.82     | Chimborazo         |
| El Salvador          | Gabriela Estefany Orellana Córdova               | 22   | 1.68     | San Salvador       |
| España               | Jessica González Quintela                        | 23   | 1.82     | País Vasco         |
| Estados Unidos       | Francis Zambrano Bautista                        | 20   | 1.71     | Miami              |
| Filipinas            | Teresita Ssen Lacsamana Marquez (Winwyn Marquez) | 25   | 1.68     | Parañaque          |
| Guatemala            | Yusela Flor de María Sifontes                    | 22   | 1.75     | Zacapa             |
| Honduras             | Sinea David Zelaya                               | 20   | 1.70     | Olancho            |
| México               | Karla María López Berumen                        | 21   | 1.80     | Zamora             |
| Nicaragua            | Ariadna Judith Orellana Meléndez                 | 27   | 1.70     | León               |
| Panamá               | Carolina Castillo Pinzón                         | 24   | 1.71     | Colón              |
| Paraguay             | Daisy Diana Lezcano Rojas                        | 23   | 1.78     | Isla Pucú          |
| Perú                 | Lorena Larriviere Sotomarino                     | 26   | 1.77     | Callao             |
| Portugal             | Tânia Filipa Rodrigues Costa                     | 27   | 1.74     |                    |
| Puerto Rico          | Kristina Vélez Toledo                            | 27   | 1.71     | Caguas             |
| República Dominicana | Lowanny Rosario                                  | 27   | 1.80     | La Vega            |
| Uruguay              | Magdalena Cohendet Sarracino                     | 20   | 1.74     | Montevideo         |
| Venezuela            | María Victoria D'Ambrosio Díaz                   | 21   | 1.81     | Valle de la Pascua |

Suplencias:
- España - Jacqueline Camarero Romera fue reemplazada por Jessica González Quintela, debido a que Camarero representaria a Europa Hispana.

Datos de las Candidatas:
- Canadá - Camila Gonzales nació en Colombia

## Crossovers Internacional
Algunas de las delegadas de Reina Hispanoamericana 2017 han participado, o participarán, en otros certámenes internacionales de importancia:
| Miss Universo - 2016: Uruguay - Magdalena Cohendet (No Clasificó) - (Representó a Uruguay en Manila, Filipinas) - 2018: Curazao - Akisha Albert (TOP 10) - (Representó a Curazao en Bangkok, Tailandia) Miss Internacional - 2018: Canadá - Camila Gonzales (No Clasificó) - (Representara a Canadá en Tokio, Japón) - 2018: Paraguay - Daisy Lezcano (Top 15) - (Representó a Paraguay en Tokio, Japón) - 2016: Bolivia - Katherine Añazgo (No Clasificó) - (Representó a Bolivia en Tokio, Japón) Miss Tierra - 2014: Curazao - Akisha Albert (No Clasificó) - (Representó a Curazao en Manila, Filipinas) Miss Grand Internacional - 2018: Cuba - Gladys Carredeguas (Top 20) - (Representó a Cuba en Myanmar) - 2020: Paraguay - Daisy Lezcano - (Representará a Paraguay en Tailandia) Miss Supranacional - 2015: Chile - Valentina Schnitzer (Top 30 semifinalista) - (Representó a Chile en Krynica-Zdroj, Polonia) - 2015: Costa Rica - Mónica Zamora (No Clasificó) - (Representó a Costa Rica en Krynica-Zdroj, Polonia) - 2015: Perú - Lorena Larriviere (No Clasificó) - (Representó a Perú en Krynica-Zdroj, Polonia) - 2011: Portugal - Tania Costa (No Clasificó) - (Representó a Portugal en Plock, Polonia) Miss Eco Universe - 2016: Brasil - Laís Berté (Primera Finalista) - (Representó a Brasil en Guiza, Egipto) | Reinado Internacional del Café - 2017: Bolivia - Katherine Añazgo (No Clasificó) - (Representó a Bolivia en Manizales, Colombia) - 2017: Canadá - Camila Gonzalez (No Clasificó) - (Representó a Canadá en Manizales, Colombia) Miss Globe Internacional - 2012: Portugal - Tania Costa (No Clasificó) - (Representó a Portugal en China) Miss Model of the World - 2012: Paraguay - Daisy Lezcano (Top 36) - (Representó a Paraguay en China) Top Model of the World - 2014: Curazao - Akisha Albert (No Clasificó) - (Representó a Curazao en China) Miss América Latina del Mundo - 2014: Nicaragua - Ariadna Orellana (No Clasifico) - (Representó a Nicaragua en México) Miss Ambar Mundial - 2015: Cuba - Gladys Carredeguas (Ganadora) - (Representara a Cuba en El Salvador) Reinado Internacional de la Ganadería - 2015: Costa Rica - Mónica Zamora (Virreina) - (Representó a Costa Rica en Colombia) Miss All Nations - 2016: Canadá - Camila Gonzalez (Top 11 - Finalista) - (Representó a Canadá en Nanjing, China) Miss Costa Maya Internacional - 2013: Nicaragua - Ariadna Orellana (Primera Finalista) - (Representó a Nicaragua en Belice) |

## Debuts
- Australia
- Canadá
- Filipinas
- Portugal

## Retiros
- Haití
- Europa Hispana

## Regresos
- Costa Rica
- Cuba
- El Salvador